# Яков'юк Тетяна Володимирівна
Яков'юк Тетяна Володимирівна (10 квітня 1973, с. Окорськ, Локачинський район, Волинська область) — українська поетеса. Членкиня НСПУ (з 27 квітня 2004). 

## Життєпис
Після закінчення Торчинської середньої школу, навчалась на філологічному факультеті Волинського державного університету ім. Лесі Українки  (нині Волинський національний університет імені Лесі Українки). Була стипендіатом столичного видавництва "Смолоскип" у студентські роки.
Спочатку відвідувала літературне об'єднання "Зорі над Стиром" та обласну літстудію "Лесин кадуб".  
Також була учасницею III-го семінару творчої молоді України в Ірпіні, IV Всеукраїнського фестивалю "Лір" у Львові, займала призові місця в поетичних конкурсах. 
| Текст вилучений зі статті через підозру в порушенні авторських прав |
| --- |
| Текст, що раніше перебував на цій сторінці, запідозрено в порушенні авторських прав на текст із таких джерел: https://vollibr.org.ua/index.php/vidatni-postati-volini?layout=edit&id=296 Дата, коли було знайдено порушення: 15 серпня 2025. Тому, хто повісив цей шаблон: На сторінку обговорення користувача, який розмістив цю статтю, варто додати повідомлення {{subst:nothanks cv\|Яков'юк Тетяна Володимирівна\|url=https://vollibr.org.ua/index.php/vidatni-postati-volini?layout=edit&id=296. |
| До уваги користувача, який розмістив цю статтю Не редагуйте статтю зараз, навіть якщо ви збираєтеся її переписати. Дотримуйтесь вказівок нижче. - Якщо власник авторських прав на зазначений вище матеріал дозволяє використовувати його на умовах GNU FDL без незмінюваних секцій та Creative Commons із зазначенням автора / розповсюдження на тих самих умовах, будь ласка, сповістіть про це на сторінці обговорення цієї статті. - Якщо правовласником є ви, додайте на зазначеному вище ресурсі примітку: «Матеріали дозволено використовувати на умовах GNU FDL без незмінюваних секцій та Creative Commons із зазначенням автора / розповсюдження на тих самих умовах». - Якщо дозволу на використання цього матеріалу немає, будь ласка, зробіть одне з двох: 1. Напишіть хоча б гарний накид статті на цій підсторінці. Зверніть увагу: не треба копіювати текст, що порушує авторські права, на зазначену підсторінку й редагувати його. Якщо ви взялися за написання нової статті, не забудьте сповістити про це на сторінці обговорення. 2. Залиште все як є, і тоді статтю буде вилучено. У випадку, якщо новий текст написано не буде, цю статтю буде вилучено через тиждень після появи цього попередження (детальніше див. документацію шаблону). Вихідний текст цієї статті з можливим порушенням копірайту можна знайти в історії змін. Зверніть увагу, що розміщення у Вікіпедії матеріалів, автор яких не надав явного дозволу на їхнє використання відповідно до ліцензії GNU FDL без незмінюваних секцій та Creative Commons із зазначенням автора / розповсюдження на тих самих умовах, може бути порушенням законів про авторське право. Користувачів, які додають до Вікіпедії такі матеріали, може бути тимчасово позбавлено права редагувати статті. Попри все, ми завжди раді вашим оригінальним статтям. Дякуємо. Цю сторінку внесено до категорії Вікіпедія:Можливе порушення авторських прав. |

Редактор та упорядник літературно-мистецького альманаху «Променади Любомля»[джерело?].